# François van Hees
François van Hees ('s-Gravenhage, 16 februari 1765 - Wassenaar, 11 november 1830) was een Nederlands landeigenaar en politicus.
François van Hees was een zoon van de raadsheer in het Hof van Holland en Zeeland Herman van Hees en Anna Maria Dierquens. Zijn grootvader van vaderskant was schepen van Rotterdam en tevens raadsheer in het Hof van Holland en Zeeland. Zijn broer was gedeputeerde van het zuidelijk deel van Holland. François studeerde Romeins en Hollands recht aan de Hogeschool te Leiden, waar hij in 1787 promoveerde op stellingen. Van Hees woonde op Huize Eykenhorst in Wassenaar.
Toen de eerste grondwet van het nieuwe koninkrijk moest worden aangenomen, maakte Van Hees deel uit van de Vergadering van Notabelen, en aansluitend had hij zitting in de Staten-Generaal der Verenigde Nederlanden en de Tweede Kamer der Staten-Generaal, tot zijn overlijden in 1830. In de Kamer was hij vooral regeringsgezind, maar in 1819 stemde hij desondanks toch tegen de ontwerp-Middelenwet voor 1820. In 1829/1830, het jaar voor zijn overlijden, was hij al geruime tijd afwezig wegens ziekte.